# Dominion Tank Police
Dominion Tank Police (ドミニオン?) es un manga japonés escrito e ilustrado por Masamune Shirow. Fue publicado originalmente en la revista "Young Animal Arashi" por la editorial Hakusensha.
Situado en la ciudad ficticia de Newport, Japón, en un futuro en el que las bacterias, así como la contaminación del aire, se han vuelto tan grave que las personas deben usar máscaras de gas cuando salen al aire libre, la serie sigue a un escuadrón de policía que utiliza tanques de tipo militar.

## Argumento
En el siglo XXI, la policía para realizar frente al aumento de la criminalidad con especial interés, el terrorismo y las bandas criminales armadas, se convierte en una policía militarizada teniendo a su disposición tanques de última generación para hacer frente en las operaciones más difíciles y complejas. Leona Ozaki, es una joven policía que entra dentro del cuerpo del escuadrón del departamento de policía blindado e inicia su camino, al principio con dificultades al ser la única mujer dentro del grupo, tras ser trasladada del departamento motorizado donde estaba anteriormente. Junto a personajes como el Teniente Britain y a su compañero Al, que se enfrentarán al crimen organizado en un mundo donde la contaminación tóxica, ha provocado desde mutaciones en las personas, al ascenso de los robots.

## Mangas

### Dominion
La serie fue publicada en la revista "Young Animal Arashi" por la editorial Hakusensha en 1985, en dos números en formato tankōbon. En España el manga se editó por Norma Editorial, con cinco números.
La historia se inicia cuando un bandido llamado Buaku, acompañado de dos hermanas gemelas llamadas "Annapuma y Unipuma", planean robar un proyecto gubernamental de alto secreto que se aplica la biología de la planta para el genoma de un ser humano que permite auto-oxigenación. Al hacerlo, se espera prevenir el establecimiento de la evolución de la fuerza a la raza humana en lugar de resolver el problema de la contaminación. El capitán Britain y su escuadrón cómico de la Policía blindado, compuesto de los oficiales Leona Ozaki y Al, entre otros oficiales, establecidos para poner fin a Buaku de sus actos criminales.

### "Dominion: Phantom of the Audience"
Omake (o cuento) publicado originalmente como parte del número especial Special Graphix Dominion de ComiComi en 1988. Seishinsha lo recopiló en el volumen Dominion F junto a una reimpresión del manga original el 27 de enero de 1993 y en Estados Unidos fue publicado por Dark Horse Comics el 1 de marzo de 1994.
Trata de un deporte ficticio llamado "smartball" y cuenta con Leona y los miembros de la policía blindada.

### Dominion Conflict One: No More Noise
Fue publicado originalmente en forma recopilada en febrero de 1995, por la editorial Seishinsha, No se considera la misma continuidad como las historias originales. Como antes, la historia gira en torno Leona Ozaki y los miembros de la policía blindada de Newport, contiene algunos de los mismos elementos de las historias originales, pero otros aspectos se han minimizado, alterado o eliminado por completo. uno de ellos es que Annapuma y Unipuma se unen al cuerpo de policía blindada.
Hay muchas cosas que marcan en la serie Conflict One, al margen de la historia original de Dominion, y son la razón principal por sí mismo. Shirow ha pedido a la gente de restarle importancia a algunos elementos y pensar en los conflictos como otra línea de tiempo:
- Newport ya no sufre el problema del smog que mantiene la ciudad en una bruma. Muchas de las imágenes en el manga, muestra un cielo despejado, y se comenta que los aviones son ahora mucho más comunes.
- La formalización de la policía blindada. Ya no es una multitud ruidosa que opera bajo los caprichos de teniente Britain y responde directamente al Jefe de Policía. El Departamento de Policía de la ciudad de Newport se muestra como una estación de policía por completo. El jefe todavía está al mando, pero ahora hay muchas otras divisiones (incluyendo el control de tráfico, investigación, un cuerpo forense, procesamiento de datos, y asuntos internos) que hacen la unidad policial mucho más realista. El escuadraron blindado también ha cambiado, convirtiéndose en una organización mucho más grande con un papel claramente definido en las operaciones policiales.
- Bonaparte. Con un tanque más grande y más estructurado, Bonaparte ya no es un vehículo único creado por Leona. Ahora es la columna vertebral de la Policía. El Bonaparte Marcos 9, es un vehículo de combate urbano modular utilizado por todos los pelotones de policía blindada.
- Los personajes. A pesar de tener un reparto mucho más grande, muchas caras conocidas están ausentes en la trama, las que más notablemente falta son: Al, Capellán, Peinado mohicano, y el alcalde. Buaku y Greenpeace también están ausentes.

La historia se ambienta en el año 201X. Comienza con Urushi-maru, el ladrón experto en robar en edificios altos y su compañera, vuelan hacia el oeste de la ciudad de Newport. Atentan contra la torre Nankaiden, mientras que son perseguidos por la Policía Aérea de Osaka. La comandante Leona Ozaki se involucra cuando ella les dispara en el avión de Urushi-maru, haciendo que el ladrón tire sus bombas fétidas hacia el edificio rival de Nankaiden, la torre kitatenro, logrando explotar el edificio por completo, y una cara familiar femenina viene de la nada en el aire para participar del avión de Urushi-maru. pero solo le arranca un trozo del avión y la banda criminal logra escapar.
A partir de ahí, la historia sigue a una serie de líneas de la trama. Mientras busca a Urushi-maru, Leona debe hacer frente a varias situaciones como la nueva generación de la policía blindada, la reacción pública contra la policía blindada, las rivalidades personales con los miembros de la división de tráfico y, para colmo, Annapuma y Unipuma se unen a la policía.

## Adaptaciones
- Dominion Tank Police (1988-1989), miniserie animada dirigida por Takaaki Ishiyama y Koichi Mashimo[5]
OVA de 4 episodios. Licenciado en España en formato VHS por Manga Films.
- Dominion Tank Police 2, o New Dominion Tank Police (1993-1994), serie animada dirigida por Noboru Furuse[6]
OVA de 6 episodios. El argumento no tiene nada que ver con el manga, la historia se centra en que Leona Ozaki descubre paso a paso a un empresario que trabaja en una empresa llamada "Dainippon gikken" que planea atentar contra la policía blindada y a la ciudad de Newport. Este OVA también fue licenciado en España, tanto por en formato VHS por Manga Films como en formato DVD por Selecta Visión.
- Tank S.W.A.T. 01 (2006), corto animado dirigido por Romanov Higa[7]
OVA en formato 3D. Leona Ozaki y la policía blindada deben tratar con unos terroristas, que asumen el control del edificio de NT, con tanques AI impulsadas. La historia es similar al manga de Dominion Conflict 1. por los personajes.

## Curiosidades
- El tanque Bonaparte aparece como cameo en un episodio de Urusei Yatsura
- Leona Ozaki aparece como cameo en el episodio 6 de Saint Seiya
- Leona Ozaki aparece como cameo en un episodio de Tonde Būrin en juegos del festival escolar
- Nam aparece como soldado de la Red Ribbon en el episodio 62 de New Dr. Slump
- Lamu de Urusei Yatsura aparece en el ova 2 de la segunda temporada y tambien Izuru de Dragon Ball Z regañando a Britain por tirar una colilla